# فرودگاه آبی درایدن
فرودگاه آبی درایدن (به انگلیسی: Dryden Water Aerodrome) یک فرودگاه همگانی است که یک باند فرود آب دارد. این فرودگاه در کشور کانادا قرار دارد و در ارتفاع ۳۶۶ متری از سطح دریا واقع شده است.